# Giuseppe Arzilli
Giuseppe Arzilli (ur. 20 lutego 1941 w  San Marino, zm. 19 listopada 2023) – sanmaryński polityk, kapitan regent San Marino razem z Robertem Raschim w okresie od 1 października 2004 do 1 kwietnia 2005. Należał do Partii Chrześcijańsko-Demokratycznej.

## Odznaczenia
- Łańcuch Orderu Gwiazdy Rumunii (Rumunia, 2004)[2]
- Krzyż Komandorski Orderu Gwiazdy Solidarności Włoskiej (Włochy, 2009)[3]